# Byrsopolis quadraticeps
Byrsopolis quadraticeps är en skalbaggsart som beskrevs av Blanchard 1851. Byrsopolis quadraticeps ingår i släktet Byrsopolis och familjen Rutelidae. Inga underarter finns listade.